# Barren Cross
Barren Cross ist eine Heavy-Metal-Band, die 1983 in Los Angeles, Kalifornien gegründet wurde. Ihre Texte sind christlich geprägt.

## Bandgeschichte
1983 wurde die Band von den beiden Schulfreunden Ray Parris (Gitarre) and Steve Whitaker (Schlagzeug) ins Leben gerufen. 1984 wurde die Band dann durch Bassist Jim LaVerde und Sänger Mike Lee komplettiert. Es folgten etliche Club-Auftritte. 1989 trat die Band in der Morton Downey-Show zusammen mit Mitgliedern von KISS und Anthrax auf. Obwohl sich die Band nie offiziell aufgelöst hat, ruht sie seit dem Abschluss ihrer State of Control World Tour 1990 weitgehend – abgesehen vom Erscheinen ihres letzten Studioalbums im Jahr 1994 und einiger weniger Live-Auftritte, unter anderem auf dem Schweizer Elements of Rock Festival 2005 und 2012, von denen letzterer anlässlich des 30-jährigen Jubiläums der Band als CD-/Video-Kombination Birth Pangs veröffentlicht wurde mit drei zuvor unveröffentlichten Liedern.

## Stil
Musikalisch wird die Band oft mit Iron Maiden verglichen, weil sich die Stimmen von Mike Lee und dem Sänger von Iron Maiden, Bruce Dickinson, ähneln. Die Liedtexte der Band behandeln soziale Themen wie Suizid, Abtreibung, Süchte, Terrorismus und Vorurteile aus einer christlichen Perspektive.

## Diskografie
- Believe (EP, 1985)
- Rock for the King (1986)
- Atomic Arena (1988)
- State of Control (1989)
- Hotter than Hell – Live (1990)
- Rattle Your Cage (1994)
- Paid in Blood: The Very Best of Barren Cross (2007)
- Birth Pangs – 30 Year Anniversary: Live at the Elements of Rock Festival (2014)